# البرت باند لمبرت
البرت باند لمبرت (انگلیسی: Albert Bond Lambert; ۶ دسامبر ۱۸۷۵ – ۱۲ نوامبر ۱۹۴۶) گلف‌باز، اهالی کسب‌وکار، و خلبان اهل ایالات متحده آمریکا بود.